# Pentax K-5
Die Pentax K-5 ist eine digitale Spiegelreflexkamera des japanischen Herstellers Pentax, die im September 2010 auf der photokina als Nachfolger der Pentax K-7 vorgestellt wurde und im Oktober 2010 auf den Markt kam. Zentrale Komponente ist der von Sony entwickelte IMX071 CMOS-Sensor, bei dem die A/D-Wandler für die Signalwandlung direkt auf dem Chip untergebracht sind. Er bietet eine effektive Auflösung von 16,28 Millionen Pixeln auf 372 mm² und eine maximale Bildgröße von 4928 × 3264 Pixel.
Im September 2012 wurden mit der Pentax K-5 II und der K-5 IIs zwei Nachfolgemodelle eingeführt. Beide weisen Verbesserungen an der Autofokusfunktion auf und haben ein modifiziertes hinteres Display mit wesentlich verbesserter Ablesbarkeit bei hellem Umgebungslicht. Der K-5 IIs fehlt zudem ein Tiefpassfilter vor dem Sensor, was die Detailauflösung verbessert, wie bei allen Kameras mit Bayer-Sensor aber auch das Risiko für Moiré erhöhen kann.

## Wichtige Merkmale
Das Sensorformat 23,7 mm × 15,7 mm (APS-C) entspricht einem Formatfaktor von etwa 1,54 gegenüber dem Kleinbildformat.
Für das Bildstabilisierungs-System Shake Reduction gibt der Hersteller eine Wirksamkeit von bis zu 4 LW an. Der Stabilisator ist im Gehäuse eingebaut und kann translatorische und rotationelle Verwacklungen korrigieren. Er funktioniert mit allen Objektiven, bei älteren oder adaptierten Objektiven muss gegebenenfalls die verwendete Brennweite manuell im Menü ausgewählt werden.
Die Stromversorgung erfolgt mit einem wiederaufladbaren Lithium-Ionen-Akku vom Typ D-LI90. Bei angesetztem Batteriegriff D-BG4 kann die Versorgung aus dem Batteriegriff entweder mit einem weiteren Lithium-Ionen-Akku vom Typ D-LI90 oder mit sechs NiMH-Akkus der Bauform AA erfolgen.
Das Gehäuse ist mit 77 Dichtungen gegen Spritzwasser, Feuchtigkeit, Sand und Staub abgedichtet.

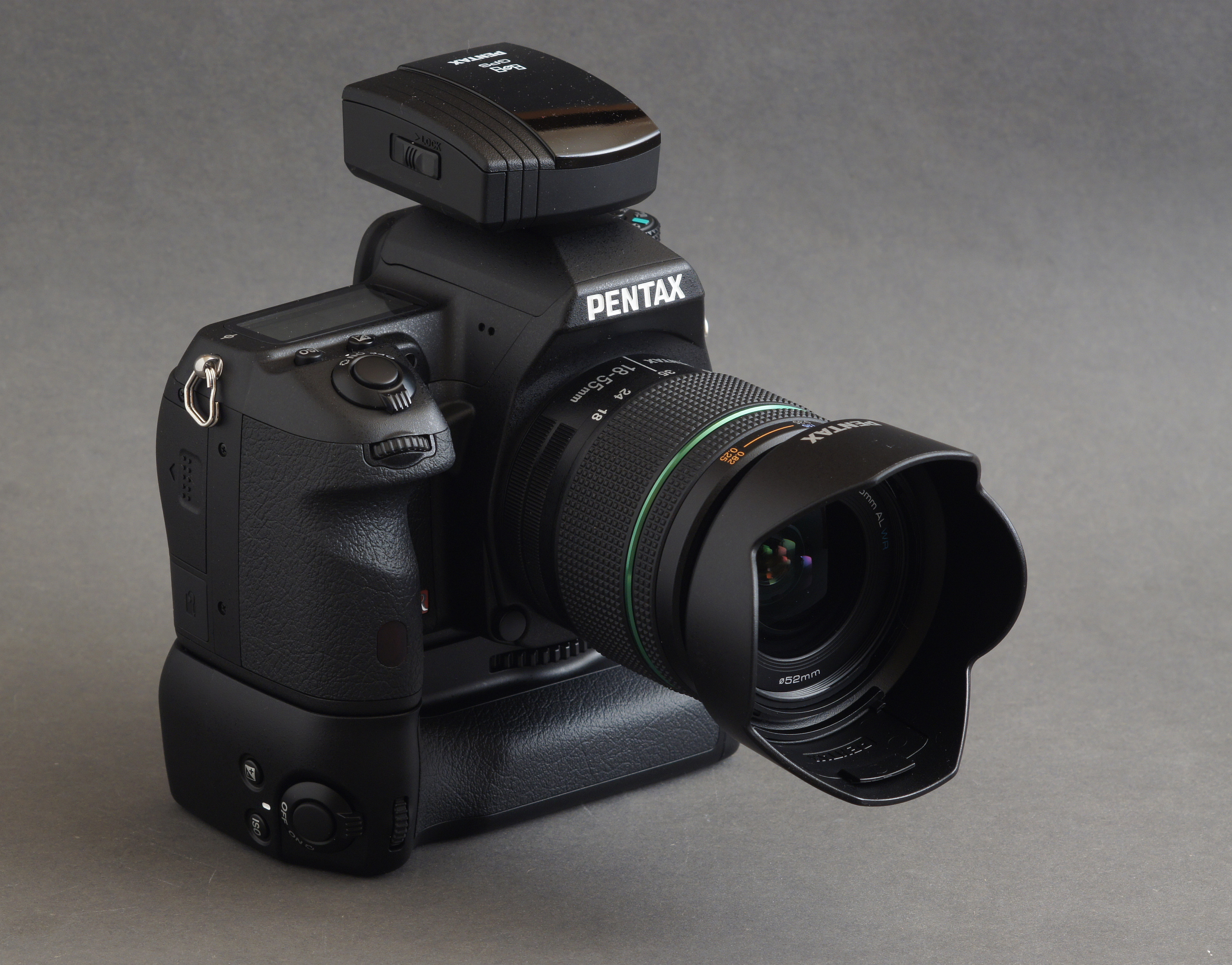
Kamera mit optionalem Batteriegriff und GPS-Modul

Das Gewicht beträgt ohne Akku und Speicherkarte 660 g, betriebsbereit 740 g. Die Maße der Kamera sind 131 mm × 97 mm × 73 mm (B × H × T). Der schon als Zubehör zur K-7 verfügbare Batteriegriff passt auch an die K-5 und ist ebenfalls mit 43 Dichtungen gegen Staub und Spritzwasser geschützt.
Im Videomodus ist die Auflösung Full HD (1920 × 1080 Pixel) mit 25 fps zu den Auflösungen HD (1280 × 720 Pixel, 30/25 fps) und 640 × 480 Pixel, 25/30 fps hinzugekommen, gespeichert werden die Videos mit dem Motion-JPEG-Codec, welcher in einer AVI-Containerdatei eingebettet wird.
Urheberrechtsinformationen und der Name des Fotografen können von der Kamera direkt in die Exif-Daten der Bilder eingebettet werden.
Die Kamera hat einen HDR-Modus integriert, mit dem sich auch Freihand-HDR-Aufnahmen aufnehmen lassen. Die Kamera nimmt drei Bilder mit −3, 0, +3 EV auf und richtet die Bilder automatisch aufeinander aus. Die Stärke des Effekts ist automatisch sowie in vier Stufen wählbar.
Eingebaut ist eine zweiachsige elektronische Wasserwaage, die bei der Ausrichtung der Kamera hilft. Sie kann auch zur automatischen Ausrichtung der Bilder bei der Aufnahme durch den beweglich gelagerten Bildsensor genutzt werden.
Bei allen Objektiven der Pentax-Baureihen DA (außer Fisheye 10–17 mm), DA*, DAL, D-FA, den jeweils baugleichen Samsung D-Xenon und D-Xenogon sowie drei FA-Limited-Objektiven (31 mm 1,8, 43 mm 1,9 und 77 mm 1,8) kann die Verzeichnung und laterale chromatische Aberration (Farbquerfehler) schon bei der Aufnahme von der Kamera korrigiert werden. Wenn diese Funktion aktiviert ist, verlängert sich die bis zum Abspeichern benötigte Rechenzeit.

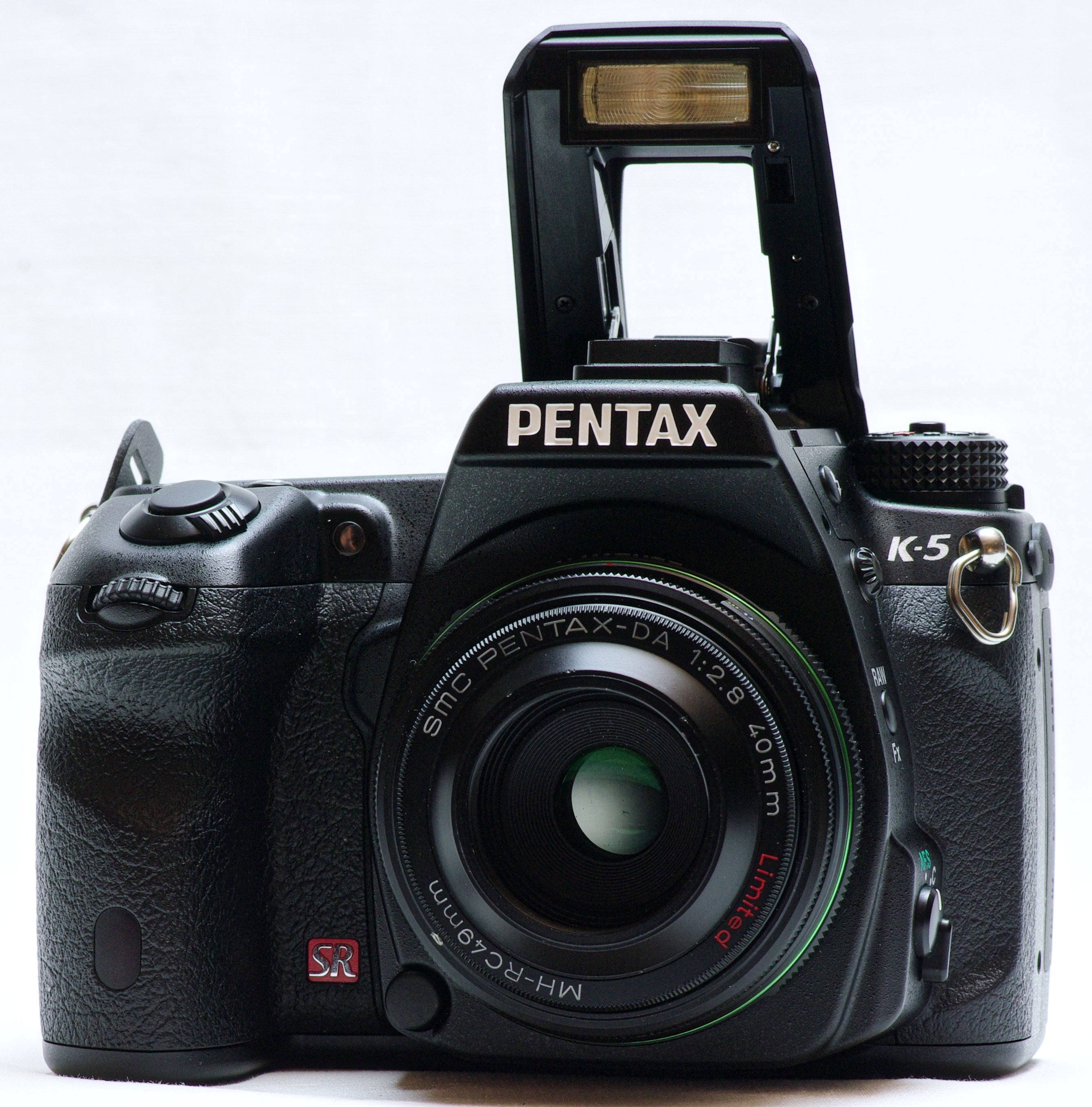
Pentax K-5 mit 40 mm/2,8 limited
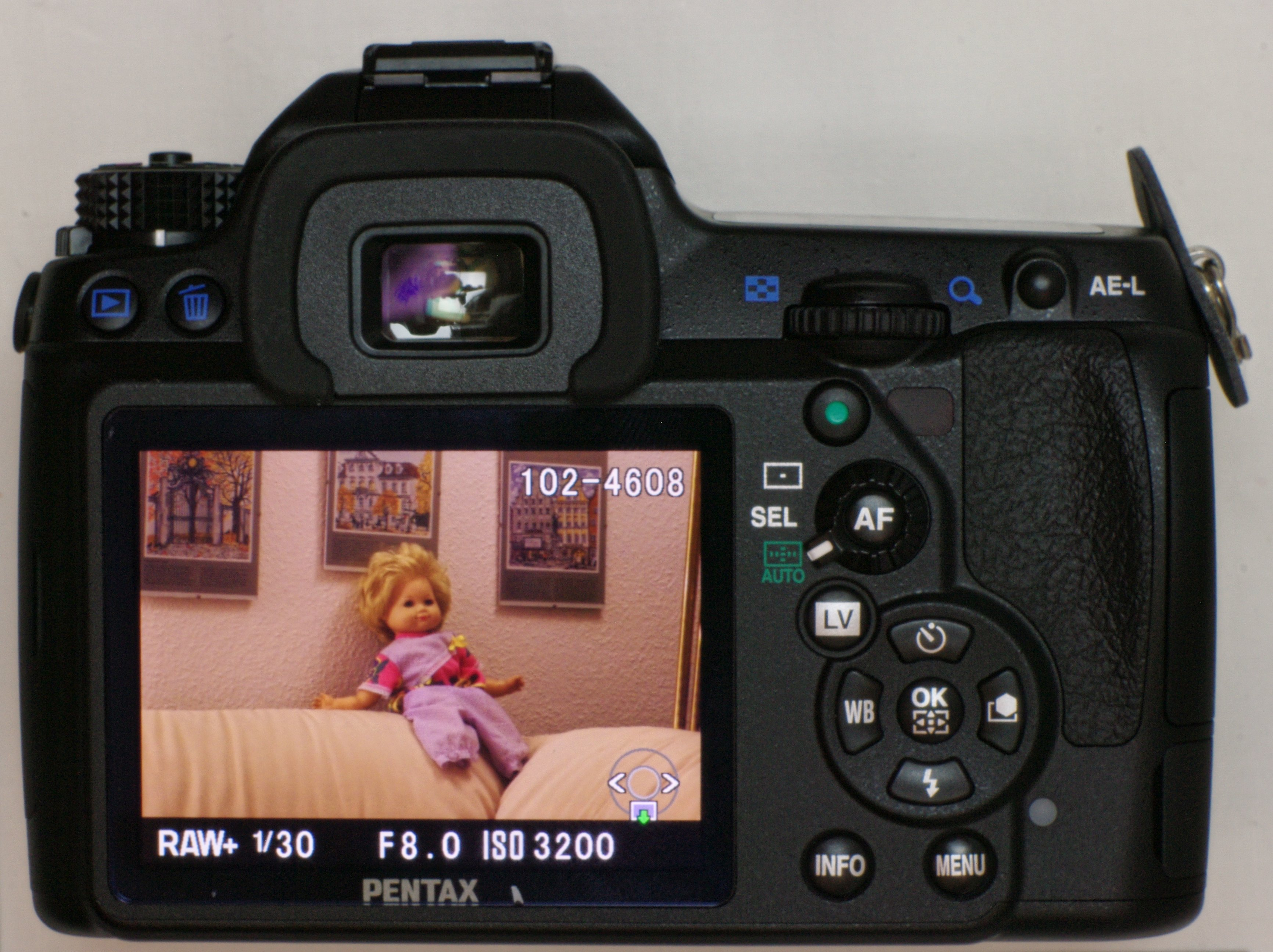
Pentax K-5, Rückansicht
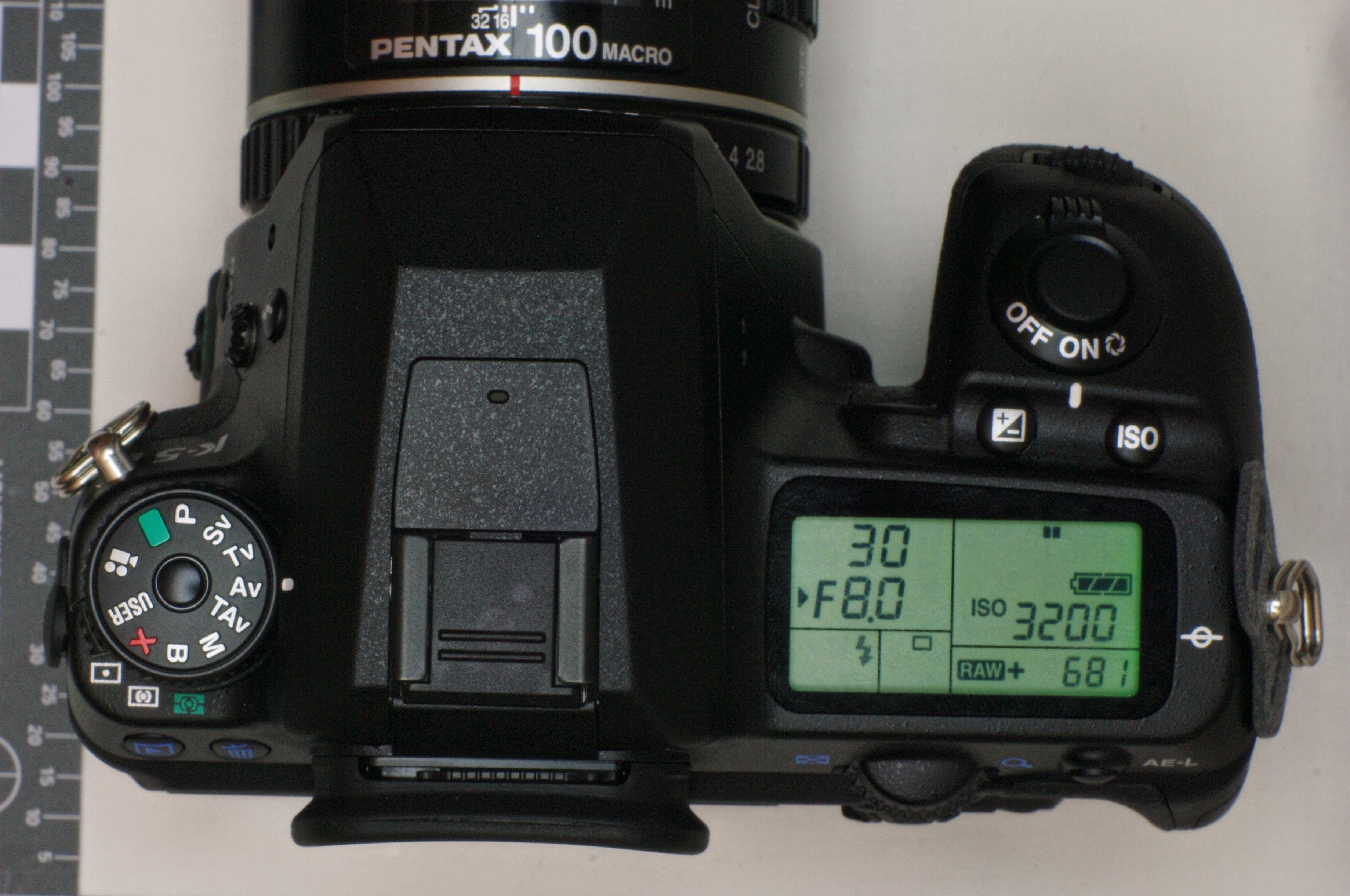
Pentax K-5, Draufsicht
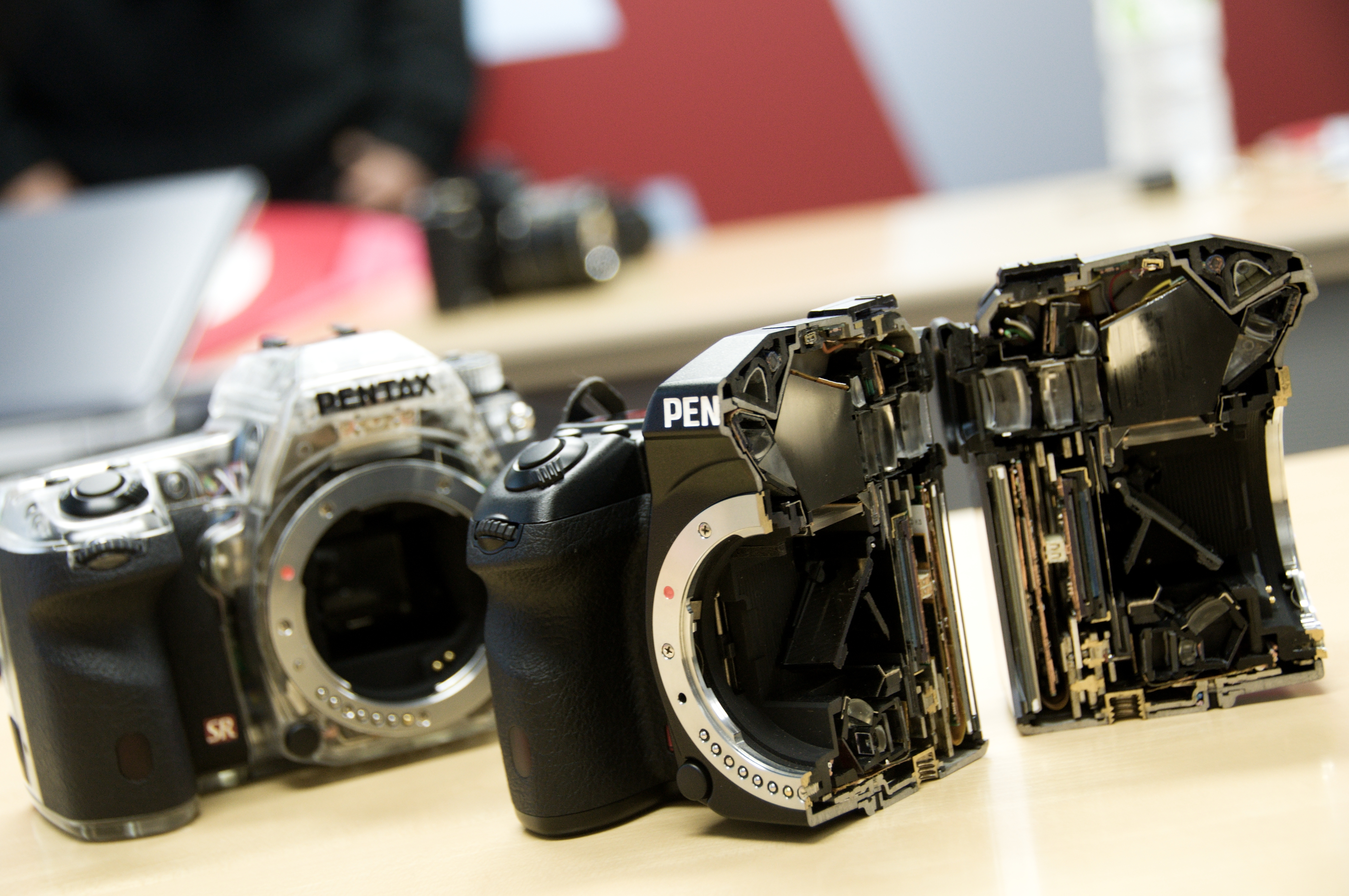
Pentax K-5, Schnitt durch die Kamera

## Bajonett und Objektive
Das KAF2-Bajonett ist rückwärtskompatibel mit allen K-Bajonett-Objektiven, die seit 1975 gebaut wurden. Kontakte zur Ansteuerung von Objektiven mit Fokussierung per Ultraschallmotor sind vorhanden. Daneben verfügt die K-5 über einen gehäuseinternen Autofokusmotor, welcher Pentax-AF-Objektive ohne eigenen Motor antreibt. Die Abblendmöglichkeit dient der Schärfentiefen-Vorschau. Für die digitale Bildvorschau wird eine Probeaufnahme auf dem Monitor angezeigt und kann abgespeichert werden.

## Technische Beschreibung
Der Belichtungsindex lässt sich von ISO 100 bis zu ISO 12.800 automatisch und manuell einstellen, im erweiterten Modus von ISO 80 bis zu ISO 51.200; die Zwischenwerte sind in Halb- oder Drittelstufen einstellbar. Die Verschlusszeiten sind von 1/8000 bis 30 Sekunden einstellbar, dazu gibt es Langzeitbelichtung (B) und Blitzsynchronzeit (X) 1/180 Sekunde. Die Bilder können in den drei Formaten JPG (4 Qualitäten), PEF (ein Pentax-eigenes Raw-Format) und dem herstellerunabhängigen DNG-Format abgespeichert werden. Für jeden ISO-Wert kann die Stärke der Rauschreduktion einzeln eingestellt werden. Das Pentax-eigene PEF-Format ist bei dieser Kamera von 12 auf 14 Bit erweitert worden.
Die Belichtungsmessung erfolgt in 77 Feldern, die als Matrix, mittenbetont oder spotorientiert ausgewertet werden können. Korrekturen sind im Bereich von ±5 EV in 1/3-Schritten möglich.
Der Glas-Pentaprismen-Sucher verfügt über eine 0,95-fache Vergrößerung, 100 % Sichtfeld und auswechselbare Mattscheiben.
Das LC-Display hat eine Größe von drei Zoll, eine Auflösung von 921.000 (640 × 480 RGB) Bildpunkten und einen Betrachtungswinkel von bis zu 170°. Über den Monitor kann im Live-View-Modus betrachtet und neben dem normalen Phasen-AF auch mit Kontrastautofokus – dabei wahlweise mit oder ohne Gesichtserkennung – scharfgestellt werden; in beiden Modi ist eine Beurteilung der Schärfentiefe möglich. Der Monitor ist in 49 Stufen kalibrierbar.
Der A/D-Wandler arbeitet mit 14 Bit Farbtiefe. Es existieren eine Feinkorrektur der Weißabgleichs-Voreinstellungen sowie mehrere Speicherplätze für manuellen Weißabgleich. Fünf User-Programme dienen zum Abspeichern und raschen Aufrufen einer benutzereigenen Kamera-Konfiguration.
Belichtungsreihen mit drei oder fünf Bildern sind möglich, dabei können unterschiedliche Parameter variiert werden: Belichtungszeit, Weißabgleich, Sättigung, Kontrast und Schärfe. Daneben kann man auch Mehrfachbelichtungen vornehmen. Die aufgenommenen Bilder können über neun Filter bearbeitet werden.
Die Serienbildgeschwindigkeit beträgt maximal sieben Bilder/Sekunde (Hi) oder 1,6 Bilder/Sekunde (Lo). Im Hi-Mode können bis zu 30 Bilder als JPEG und 8 Bilder (seit dem Firmwareupdate auf Version 1.01 circa 23 Bilder) im RAW-Modus (Rohdatenformat) kontinuierlich mit maximaler Geschwindigkeit aufgenommen werden, danach nimmt die Kamera mit reduzierter Geschwindigkeit (abhängig von der maximalen kontinuierlichen Schreibgeschwindigkeit der Speicherkarte) auf.
Das 11-Punkt-Autofokus-System (SAFOX IX+) ist mit neun Kreuzsensoren ausgestattet. Durch die AF-Feineinstellung lassen sich Front- oder Backfokus-Probleme einzelner Objektive korrigieren.
Es sind drei Fokus-Modi möglich: AF-S (einmaliger Autofokus), AF-C (kontinuierlicher Autofokus) und manuell. Für den Autofokus können alle elf, die mittleren fünf, der zentrale oder einer aus den elf Sensoren ausgewählt werden. Bei sehr geringem Licht schaltet die Kamera zum Fokussieren ein grünes LED-Hilfslicht zu.
Die Blitzsteuerung eines externen Blitzes kann drahtlos über den eingebauten Blitz erfolgen. Es besteht weiterhin ein X-Synchronkontakt für Blitzanlagen. Blitzen lässt sich auch auf den zweiten Verschlussvorhang (mit dem internen Blitz und mit bestimmten Systemblitzgeräten).
Die Firmware der Kamera wird von Pentax gepflegt. Im März 2014 wurde Version 1.16 veröffentlicht, ebenfalls aus dem Jahr 2014 stammt die aktuelle Firmware 1.07 für die Modelle K-5 II und K-5 IIs.